# Região Metropolitana do Vale do Piancó
A Região Metropolitana do Vale do Piancó é uma região metropolitana brasileira localizada no estado da Paraíba, constituída por 17 municípios. Foi criada pela sanção do governador Ricardo Coutinho em 6 de julho de 2012 e publicada no Diário Oficial da Paraíba em 8 de julho de 2012.

## Gentílico
O gentílico para quem nasce na região é vale-piancoense.

## Infraestrutura

### Transporte
A principal rodovia que corta todo o Vale do Piancó é a PB-386.

## Municípios
- Aguiar
- Boa Ventura
- Conceição
- Coremas
- Curral Velho
- Diamante
- Ibiara
- Igaracy
- Itaporanga
- Nova Olinda
- Olho d'Água
- Piancó
- Santa Inês
- Santana de Mangueira
- Santana dos Garrotes
- São José de Caiana
- Serra Grande